# Rafeu perineal
Rafeul perineal este o linie vizibilă, creastă de țesut a corpul uman care se întinde de la anus către perineu. Este prezent atât la bărbați, cât și la femeii apărând din fuziunea pliurilor urogenitale.
La bărbați, această structură se continuă pe linia mediană a scrotului (rafeu scrotal),  urcând spre aspectul liniei mediane posterioare a penisului (rafeu penian). Acesta pătrunde adânc la nivelul scrotului, unde se numește sept scrotal. Este rezultatul unui fenomen de dezvoltare fetală prin care scrotul și penisul se apropie de linia mediană și fuzionează. 
S-a susținut că „coasta” din povestea biblică a lui Adam și Eva este de fapt o traducere greșită a eufemismului ebraic biblic pentru baculum (osul penisului) și că îndepărtarea acestuia din Adam în Cartea Genezei este o narațiune de creație pentru a explica absența sa la oameni, precum și prezența rafeului - ca „cicatrice” rezultantă. 